# El Pinar de El Hierro
Pour les articles homonymes, voir El Pinar.
El Pinar de El Hierro ou El Pinar est une commune de la communauté autonome des Îles Canaries en Espagne. Elle est située au sud de l'île d'El Hierro dans la province de Santa Cruz de Tenerife.

## Géographie
La commune s'étend sur 8 066 hectares dans la partie sud de l'île d'El Hierro. Bordée par l'océan Atlantique au sud et à l'est, elle est limitrophe des deux autres communes d'El Hierro, La Frontera au nord et Valverde au nord-est. Son altitude varie du niveau de la mer à 1 501 m au pic de Malpaso, point culminant de l'île.

### Localisation

Localisation de l'île d'El Hierro dans les Îles Canaries.
Localisation d'El Pinar de El Hierro dans l'île d'El Hierro.

|                  | La Frontera           | Valverde         |
| Océan Atlantique | El Pinar de El Hierro | Océan Atlantique |
|                  | Océan Atlantique      |                  |

### Villages de la commune
(Nombre d'habitants en 2006)
- La Restinga (535 habitants)
- Las Casas (380 habitants)
- Taibique (876 habitants)

119 personnes vivent en dehors des villages.

## Histoire
Avant 1912, El Hierro est constituée d'une municipalité unique. Avec la mise en œuvre l'année suivante de la loi constitutive des conseils insulaires, l'île est divisée en deux municipalités et El Pinar est alors intégré à celle de La Frontera.
En 2005, à la suite d'incidents lors de la fête de la Vierge de Los Reyes, les habitants relancent le processus de séparation. Deux ans plus tard, le Conseil insulaire se prononce en faveur du projet et le 15 septembre 2007, El Pinar est érigée en commune distincte.

## Politique et administration
La commune est administrée par un conseil municipal de neuf membres, dont le maire.
| Période           | Période   | Identité                     | Étiquette | Qualité |
| ----------------- | --------- | ---------------------------- | --------- | ------- |
| 15 septembre 2007 | juin 2011 | Virgilio Fernández Fernández |           |         |
| juin 2011         | en cours  | Juan Miguel Padrón Brito     | PSOE      |         |